# Strongyloides avium
Espèce
Strongyloïdes avium est une espèce de nématodes de la famille des Strongyloididae. Sa présence a notamment été révélée dans le tractus digestif du Râle d'eau.